# MacDonald Taylor Jr.
MacDonald Taylor Jr. (St. Croix, 22 de marzo de 1992) es un futbolista virgenense estadounidense. Se desempeña como volante y actualmente juega para el Seton Hill University de la liga regional de Pensilvania, Estados Unidos. 

## Trayectoria
Mac Donald Taylor Jr. inició su carrera como futbolista con apenas 15 años, jugando para el Skills FC de la liga local, por tres temporadas. Luego, cambió de equipo, jugando en la actualidad para el Seton Hill University de los Estados Unidos.

## Selección nacional
Con solamente 14 años y 6 meses, debutó en la selección absoluta frente a República Dominicana, el 1 de octubre del 2006 en un partido válido por la Copa del Caribe de ese año. Ingresó como sustituto faltando pocos minutos para que finalice el encuentro, el mismo que acabó con derrota de 1-6.
El 26 de marzo del 2008 jugó su segundo partido con la selección y el primero en eliminatorias mundialistas, en esta ocasión frente a Granada. Taylor Jr. no pudo hacer mucho para evitar que su seleección cayera por 10-0, y fue reemplazado a los 87', ingresando Khalid Gaillard. 
En el 2011 (19 de junio), jugó el amistoso frente a Anguila que terminó en empate sin goles. También fue partícipe en ambos partidos contra Islas Vírgenes Británicas, válidos para la clasificación al Mundial Brasil 2014. Tuvo el deshonor de errar un penal en el segundo cotejo; pero contribuyó para que la selección obtuviera una histórica clasificación a la segunda ronda del clasificatorio al Mundial.
Es hijo de MacDonald Taylor, exfutbolista que también fue internacional con la selección virgenense.

## Clubes
| Club                  | País                           | Año         |
| --------------------- | ------------------------------ | ----------- |
| Skills FC             | Islas Vírgenes Estadounidenses | 2007 - 2010 |
| Seton Hill University | Estados Unidos                 | 2010 -      |